# Ludersdorf-Wilfersdorf
Ludersdorf-Wilfersdorf là một đô thị thuộc huyện Weiz thuộc bang Steiermark, nước Áo. Đô thị Ludersdorf-Wilfersdorf có diện tích 12,82 km², dân số thời điểm cuối năm 2005 là 1898 người.